# Kosmos 434
Kosmos 434 (ros. Космос-434) – bezzałogowy lot kosmiczny w ramach programu Sojuz. Kosmos 434 był trzecim i ostatnim testowym lotem radzieckiego lądownika księżycowego „Łunnyj korabl” na orbitę okołoziemską; ostatecznie żaden jego egzemplarz nie wylądował na Księżycu.
Testowa konfiguracja pojazdu nosiła oznaczenie T2K. Nogi lądownika zostały zastąpione przez urządzenia do przesyłania danych telemetrycznych na Ziemię. Program tej misji był identyczny jak poprzednich, Kosmos 379 i Kosmos 398: statek wykonał na orbicie okołoziemskiej manewry symulujące lądowanie i start z powierzchni Księżyca. Dziesięć lat później Kosmos 434 miał wejść w atmosferę nad Australią, co wywołało obawy, związane z niedawnymi deorbitacjami innych satelitów: w Australii spadły fragmenty amerykańskiej stacji Skylab, a nad Kanadą rozpadł się radziecki satelita Kosmos 954 z paliwem jądrowym na pokładzie. Dla uspokojenia obaw przed katastrofą nuklearną przedstawiciele ZSRR przyznali, że Kosmos 434 to tylko eksperymentalny lądownik księżycowy.